# فرناندو مارکز
فرناندو مارکز (انگلیسی: Fernando Marqués؛ زادهٔ ۴ دسامبر ۱۹۸۴) بازیکن فوتبال اهل اسپانیا است که در پست هافبک بازی می‌کند.
وی همچنین در تیم ملی فوتبال زیر ۲۰ سال اسپانیا بازی کرده‌است.